# Piolenc
Piolenc é uma comuna francesa na região administrativa da Provença-Alpes-Costa Azul, no departamento de Vaucluse. Estende-se por uma área de 24.8 km². Em 2010 a comuna tinha 5 418 habitantes (densidade: 218,5 hab./km²).